# Israel Isserlein
Israel ben Patachia Isserlein (auch: Isserlin; geboren 1390 wahrscheinlich in Marburg an der Drau; gestorben um 1460 in Wiener Neustadt) war einer der bedeutendsten österreichischen Persönlichkeiten des mittelalterlichen Judentums sowie ein Rabbiner des 15. Jahrhunderts.

## Leben und Herkunft
Er entstammt von einer Familie bekannter Gelehrter, so war sein Urgroßvater, Rabbi Israel aus Krems, schon eine angesehene Persönlichkeit der Kremser Judengemeinde, in der auch sein Onkel Aharon Blümlein wirkte. Die Söhne des Israel aus Krems waren Petachia (auch bekannt als Zecherl von Herzogenburg) und Chaim (Hetschlein von Herzogenburg, Isserleins Großvater) und waren bedeutende jüdische Geldverleiher, zu deren Kundschaft der österreichische Adel gehörte. Chaims Sohn war Isserleins Vater, Isserlein verlor ihn im Kindesalter und wurde deshalb von Regensburg nach Wiener Neustadt geschickt, wo er beim Bruder seiner Mutter aufwuchs. Sie und ihr Bruder Aharon Blümlein wurden bei der „Wiener Gesera“, der Judenverfolgung in Wien, getötet (siehe dazu Jüdisches Leben in Wien). Nach seinen Studien bei Gelehrten in Italien und Deutschland ließ sich Isserlein 1435  in Marburg an der Drau nieder (damals Teil des Herzogtums Steir; Geschichte der Juden in der Steiermark) und kehrte 1445 nach Wiener Neustadt zurück, wo er zum Rabbiner und zum Vorsitzenden des städtischen Beth Din ernannt wurde. Hier verbrachte er den Rest seines Lebens, und durch ihn wurde Wiener Neustadt zu einem Zentrum jüdischer Gelehrsamkeit nach der Wiener Geserah (→ Juden in Wiener Neustadt). Dort unterhielt er auch seine eigene Jeschiwa. Nach den Städten, in denen er gelebt hat, wird er auch Israel Marburg und Israel Neustadt genannt.
Isserleins Frau war die angesehene und gelehrte Rebbtzin Schöndlein aus Wiener Neustadt, sie verfasste viele Antworten auf halachische Fragen für Frauen mit gesundheitlichen, sexuellen oder anderen Problemen. Aus dieser Ehe entstanden vier Söhne und eine Tochter: Petachia, Awraham, Schalom, Aharon und Muskat. Seine Nachfahren hielten oft angesehene Positionen in jüdischen Gemeinden inne.

## Werke
Isserlein ist hauptsächlich bekannt als Autor von Terumat haDeschen, einer Sammlung von Responsen mit 354 Abschnitten, was dem numerischen Wert (siehe Gematria) des Wortes „Deschen“ entspricht. Außerdem schrieb er Erläuterungen zu Raschis Bibelkommentar, die 1519 in Venedig gedruckt wurden, sowie weitere Gesetzeserklärungen, die von Moses Isserles zitiert werden.

## Weblink
- Israel Isserlein; Jewish Encyclopedia